# Diamantino - Il calciatore più forte del mondo
Diamantino - Il calciatore più forte del mondo (Diamantino) è un film del 2018 diretto da Gabriel Abrantes e Daniel Schmidt.

## Trama
Diamantino è il miglior calciatore della nazionale del Portogallo. La sua mente però è quella di un bambino e dipende psicologicamente dal padre. Il padre gli insegna il calcio come arte: si gioca per divertirsi e per divertire, non per vincere. Diamantino ha due perfide sorelle gemelle che invece lucrano con le scommesse e gestiscono in modo illecito il patrimonio del fratello calciatore.
Un giorno Diamantino, in gita su un Cruiser famigliare con solarium, assiste a un soccorso in mare di africani in fuga su gommoni. Scopre l'esistenza della sofferenza e del dolore. Sopraffatto da tale sentimento non riesce a giocare con la stessa gioia e finisce per far perdere il Portogallo. 
Abbandona il calcio e decide di adottare un bambino africano rifugiato e orfano. Non sa che su di lui investigano sia i Servizi Segreti, per scoprire gli illeciti penali sui patrimoni, sia un gruppo sovranista di estrema destra che lo vuole utilizzare per clonare una squadra di super eroi calciatori con cui vincere tutti i campionati mondiali e convincere il popolo a votare sì a un Referendum per l'uscita del Portogallo dall'Unione Europea.